# Shendu, Gansu
Shendu är en socken i nordvästra Kina. Den ligger i Min härad i staden Dingxi i provinsen Gansu, omkring 190 kilometer söder om provinshuvudstaden Lanzhou. Antalet invånare är 8 870. Befolkningen består av 4 406 kvinnor och 4 464 män. Barn under 15 år utgör 25,0 %, vuxna 15-64 år 67 %, och äldre över 65 år 7,0 %.